# (7800) Zhongkeyuan
(7800) Zhongkeyuan (1996 EW2) – planetoida z grupy pasa głównego asteroid okrążająca Słońce w ciągu 3,34 lat w średniej odległości 2,23 j.a. Odkryta 11 marca 1996 roku.